# Boully
Pour les articles homonymes, voir Boully (homonymie).
Boully (en arabe : بولي) est une commune rurale du sud de la Mauritanie, située dans le département d'Ould Yengé de la région de Guidimakha.

## Géographie
La commune de Boully est située dans la région de Guidimakha, au sud de la Mauritanie. Elle est positionnée au sud dans le département d'Ould Yengé et elle s'étend sur 573 km2.
Elle est délimitée au nord par les communes de Dafort, Tektake et Ould Yengé, à l'est par la rivière Karakoro, qui fait la frontière avec le Mali, au sud-ouest par les communes de Souvi et Hassi Cheggar, au nord-ouest par la commune de Tachott.
Boully est à la fois une commune qui dispose de 19 localités et un village qui en est la principale localité.

## Histoire
Le village de Boully a été fondée en 1715. Il est à environ 55 km de Sélibabi (capitale régionale) et 30 km d'Ould Yengé (capitale départementale).
Boully a été érigée en commune par l'ordonnance du 20 octobre 1987 instituant les communes de Mauritanie.

## Démographie
Lors du Recensement général de la population et de l'habitat (RGPH) de 2000, Boully comptait 11 073 habitants.
Lors du RGPH de 2013, la commune en comptait 14 906, soit une croissance annuelle de 2,4 % sur 13 ans.
Le village est composé des Soninkés (majoritaire), des Maures noirs (Harratines), des Peuls et des Maures blancs. Les langues parlées sont le Soninké, le Hassaniya, le Poular et le Français comme langue de travail.

## Économie
L'agriculture est au centre de l'économie de Boully, comme quasiment toutes les communes de la région. Mais cette économie est fragile car elle rencontre des obstacles à son développement, notamment les conditions climatiques ou le manque de moyens des agriculteurs. Pour faire face à ces obstacles, l'état ou différentes ONG financent des projets qui améliorent les conditions de vie des habitants dans différents secteurs notamment le domaine sanitaire, éducatif, agricole, religieux et autres.
Il existe d'autres activités telles que l'élevage, l'artisanat, le petit commerce et le maraîchage. En 1993, l'activité maraîchère s'exerçait dans 117 jardins, cultivés collectivement pour 54 % d'entre eux. Le village est également caractérisé par une forte émigration vers l'Europe et l'Afrique centrale.
Le Karikoro étant la seule zone humide dans cette partie de l'Afrique, il constituait l'objet de toutes les convoitises de la part de ces populations dont la survie et celle de leurs animaux ne dépendaient que des ressources de la nature. Donc devenir maître de cette zone revenait à profiter au maximum de tout ce que la nature peut donner d'utile et de nécessaire comme l'eau, la cueillette, la chasse, l'agriculture ou la pêche.
Il y a également à Boully :
- Une école (depuis avant 1945).
- Un Centre de santé avec PMI[6]
- Des productions agricoles : mil, maïs, haricot...